# John Benbow

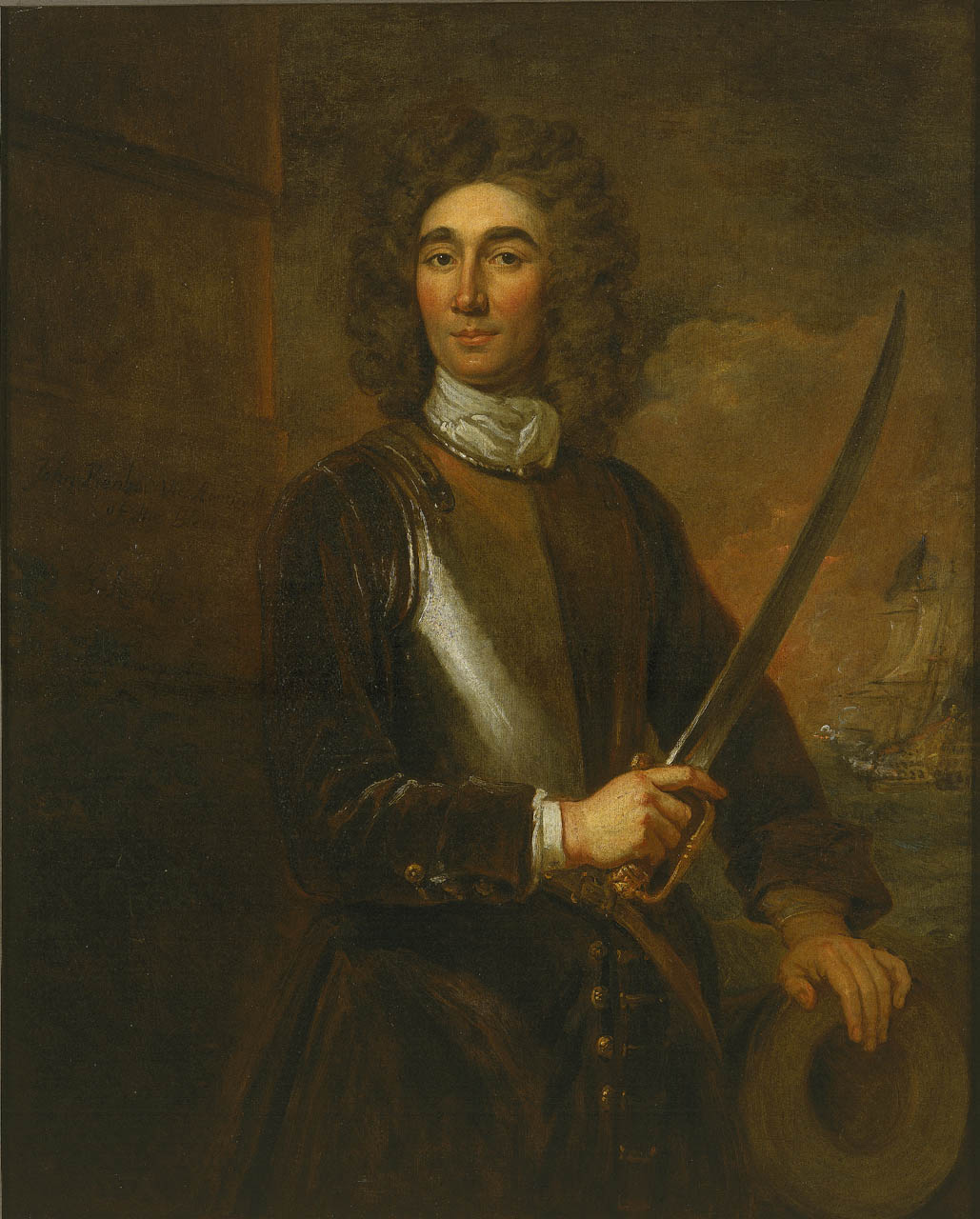
Admiral Benbow, Gemälde von Gottfried Kniller

John Benbow (* 10. Märzjul. / 20. März 1653greg. in Shrewsbury, England; † 4. Novemberjul. / 15. November 1702greg. in Port Royal, Jamaika) war ein englischer Marineoffizier, zuletzt im Rang eines Vice-Admiral of the White.

## Leben
Der Sohn eines Gerbers trat mit 15 Jahren als Schiffsjunge in die Royal Navy ein und diente sich auf Kriegs- und Handelsschiffen zum Kapitän und später zum Admiral hoch. Seine Karriere wurde wesentlich dadurch gefördert, dass er bereits in jungen Jahren Erfahrungen in der Bekämpfung der Piraterie sammeln konnte. Nachdem er 1693 an der Beschießung von Saint-Malo und 1698 an der Blockade von Dünkirchen teilgenommen hatte, wurde er als Kommandant auf die Westindischen Inseln gesandt.
Im Spanischen Erbfolgekrieg sichtete sein aus sieben Schiffen bestehendes Geschwader am 19. August 1702 vier französische Schiffe und wollte die Verfolgung aufnehmen. Fünf der Benbow unterstellten Kapitäne verweigerten den entsprechenden Befehl. Dennoch nahm er mit seinem Flaggschiff und einem weiteren Schiff den Kampf auf. In diesem Gefecht wurde sein rechtes Bein von einer Kanonenkugel zerschmettert. Benbow ließ daraufhin ein Bett an Deck seines Flaggschiffes bringen, von dem aus er weiterhin das Gefecht leitete. Nachdem sich die beiden englischen Schiffe aufgrund erheblicher Beschädigungen vom
Feind gelöst hatten, trat das Geschwader den Rückzug nach Jamaika an. Dort wurden die betreffenden Offiziere vor ein Kriegsgericht gestellt.
Benbow starb an seinen im Gefecht erlittenen Verletzungen. Zur Erinnerung an ihn wurden ein Linienschiff und später drei Schlachtschiffe der Royal Navy HMS Benbow genannt. Die erhaltene Galionsfigur des Linienschiffes (gebaut 1813) ist am Eingang des begehbaren Teils des Kriegshafens in Portsmouth ausgestellt und zeigt die Büste Benbows.
In der Literatur wird er in Robert Louis Stevensons Roman Die Schatzinsel erwähnt. Dort heißt die Kneipe, die der Vater der Hauptfigur Jim Hawkins betreibt, „Admiral Benbow“. Bemerkenswert: Genau wie Admiral Benbow kämpft Jim in dieser Kneipe – wie auch im ganzen Verlauf des Romans – gegen Piraten.
In Penzance in Cornwall existiert tatsächlich ein altes Pub dieses Namens.